# Hästtjärnen (Söderbärke socken, Dalarna, 664957-148629)
Hästtjärnen är en sjö i Smedjebackens kommun i Dalarna och ingår i Norrströms huvudavrinningsområde. Sjöns area är 0,02 kvadratkilometer och den är belägen 232 meter över havet.